# Inge Edler
Inge Gudmar Edler, född 17 mars 1911 i Burlöv, död 6 mars 2001 i Stora Råby, var en svensk kardiolog och läkare. Han var överläkare vid Universitetssjukhuset i Lund.

## Biografi
Inge Edler beskrev den första versionen av ekokardiografen, M-mode, 1953 tillsammans med Hellmuth Hertz och de räknas därför som ekokardiografins upphovsmän. Edler använde ekokardiografen till pre-operativa undersökningar av mitralisklaffen i hjärtat, och kallas ofta för ekokardiografins fader.
Den 29 oktober 1953 lyckades Edler och Hellmuth Hertz utföra världens första medicinska ultraljudsundersökning, en ekokardiografi på Medicinkliniken på Lunds sjukhus.
År 1977 fick han tillsammans med Hellmuth Hertz Albert Lasker Award for Clinical Medical Research.